# Ривж Всеволод Єзупович
Все́волод Єзу́пович Ри́вж (1907—1992) — радянський військовик, учасник Другої світової війни, полковник, почесний громадянин Бердичева.

## Життєпис
Народився 1907 року в місті Козлов Тамбовської губернії (сучасний Мічурінськ) у родині робітника. Закінчивши школу 2-го ступеня, з 1927 року працював слюсарем вагоноремонтної майстерні залізничної станції Козлов.
1930 року призваний до РСЧА. Військову службу проходив в Забайкаллі, 108-й стрілецький полк 36-ї стрілецької дивізії. 1931 року закінчив школу «однорічників», вступив до партії, призначений командиром стрілецького взводу. Згодом був командиром учбового взводу, помічником начальника господарського забезпечення полку, начальником ОВС. 1936 року присвоєне звання старшого лейтенанта, 1939-го — капітана.
1939 року призначений помічником начальника штабу 149-го полку 36-ї мотострілецької дивізії.
Протягом 17 липня — 1 вересня 1939 року у складі 57-го особливого корпусу брав участь у боях на Халхін-Голі. 15 січня 1940-го нагороджений орденом Червоного Прапора. У лютому того ж року призначений начальником штабу 149-го полку, що дислокувався в місті Срєтенськ Читинської області.
З початком німецько-радянської війни дивізію не відправили на фронт, а до осені 1941 року тримали в стані готовності до відбиття можливого японського вторгнення. У січні 1942 року Всеволод Ривж призначений на посаду командира 1482-го стрілецького полку 457-ї стрілецької дивізії, що саме тоді формувався. Згодом полк увійшов до складу 116-ї стрілецької дивізії 50-ї армії Західного фронту. З лютого 1942 року як замісник командира 656-го стрілецького полку 116-ї стрілецької дивізії брав участь у боях — біля станції Воротинськ західніше Калуги. В березні того ж року майор Ривж призначений командиром 656-го стрілецького полку. 20 квітня зазнав поранення в бою біля міста Юхнов, евакуйований у госпіталь у селі Архангельське Московської області. Після проходження лікування направлений на курси вдосконалення командного складу Західного фронту. Восени 1942 року закінчив курси у званні підполковника, призначений командиром 6-го мотострілецького полку 3-ї гвардійської мотострілецької дивізії 29-ї армії. 29-та армія майже цілком полягла у боях за звільнення Ржева та Вязьми, за ці бої Ривж нагороджений орденом Вітчизняної війни 1-го ступеня. В червні 1943-го призначений замісником командира 17-ї гвардійської механізованої бригади 6-го гвардійського механізованого корпусу. На цій посаді брав участь у боях біля смт Хотинець та міста Карачев.
21 лютого 1944 року Всеволоду Ривжу присвоєне звання гвардії підполковника, призначений командиром 16-ї гвардійської механізованої бригади. Бригада брала участь в Проскурівсько-Чернівецькій операції. 6 березня танкісти 16-ї бригади вибили нацистів з смт Війтівці та змогли просунутися вглиб ворожих укріплень, обійшовши 3-тю гвардійську танкову армію. У співдії з іншими підрозділами 6-го механізованого корпусу 16-та бригада займає Гримайлів, 24 березня — Гусятин. 26 березня бригада досягла річки Дністер південніше Кам'янця-Подільського. 3 квітня Всеволод Ривж зазнав 3-го поранення, та залишився в строю, і тільки після звільнення Кам'янця-Подільського погодився лікуватися. За ці бої нагороджений орденом Червоного Прапора.
Під час Львівсько-Сандомирської операції танкісти 16-ї бригади рушили від річки Стрипа, пройшли «колтувський коридор», 18 червня з боями увірвалися в місто Перемишляни. Після цього гвардії полковник Ривж отримує наказ обійти Львів з півдня та перетнути нацистські комунікації західніше міста. 28 липня 16-та бригада займає Рудки, 7 серпня виходить на річку Сян та бере участь у боях за місто Сянік. 15 серпня бригада переправляється на Сандомирський плацдарм та бере участь у боях за утримання та розширення його. За ці бої полковник Ривж нагороджений орденом Олександра Невського.
Під час Вісло-Одерської операції 16-та бригада вела вуличні бої в місті Кельці, 19 січня займає Пйотркув-Трибунальський, 22 січня — Кемпно. 26 січня вояки бригади першими вийшли до річки Одра і того ж дня форсують її, захопивши плацдарм біля містечка Кьобен. Того дня в бою на плацдармі Всеволод Ривж зазнав поранення, втратив око, евакуйований до Львова.
6 квітня 1945 року вдостоєний звання Героя Радянського Союзу із врученням ордена Леніна.
До липня 1945-го перебував на лікуванні в госпіталі, по виздоровленні повернувся до частини, де до 1947 року служив заступником командира 6-ї гвардійської механізованої дивізії, місто Бернау. 1948-го переведений на посаду заступника командира 32-ї гвардійської механізованої дивізії, Прикарпатський військовий округ. Того ж року стає слухачем курсів вдосконалення командного складу при Академії бронетанкових та механізованих військ, по завершенні яких повертається до частини, де служив до 1951 року. 1952 року призначений на посаду заступника командира 1-ї механізованої дивізії в складі групи радянських військ у Німеччині.
У листопаді 1954 року полковник Ривж звільняється у запас та переїздить в місто Бердичів, де довгі роки жив й працював. Керував бердичівською військово-патріотичною роботою, став активістом ветеранського руху. Працював на заводі «Комсомолець», де його обрали членом парткому та заступником секретаря парткому. Неодноразово обирався членом міськкому КПУ, депутатом міської ради, очолював постійну комісію по промисловості, транспорту і зв'язку міської ради.
Помер 1992 року в Бердичеві, де й похований.

### Нагороди та вшанування
- медаль «Золота Зірка»
- 3 ордени Червоного Прапора
- орден Олександра Невського

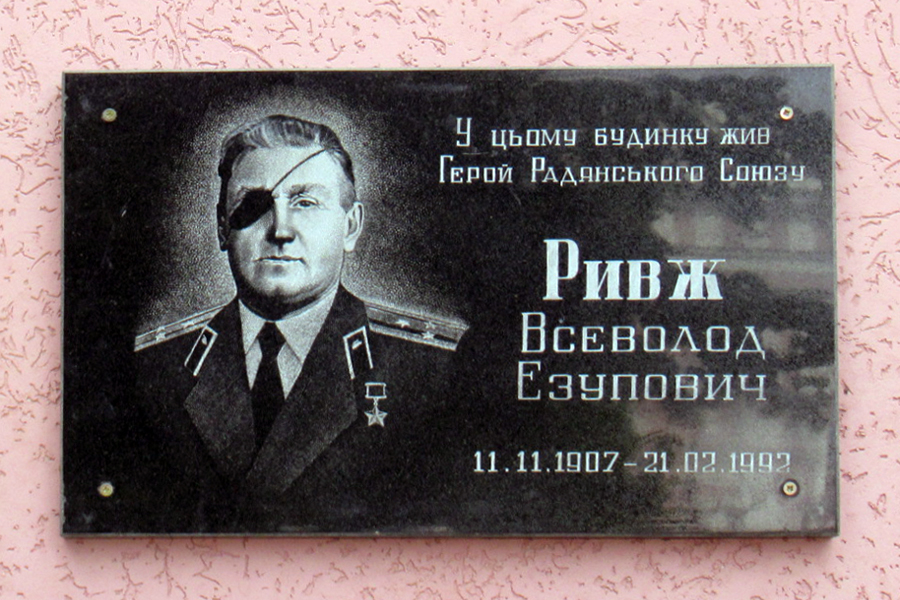
пам'ятна дошка в Бердичеві (вул. Европейська, 20)

- 2 ордени Вітчизняної війни 1 ступеня
- орден Червоної Зірки
- Хрест Грюнвальда
- медаль «За бойові заслуги»
- медаль «100-річчя з дня народження Володимира Ілліча Леніна»
- медаль «За перемогу над Німеччиною»
- медаль «20 років перемоги у ВВВ»
- медаль «30 років перемоги у ВВВ»
- медаль «40 років перемоги у ВВВ»
- медаль «За взяття Берліна»
- медаль «За визволення Праги»
- медаль «Ветеран Збройних сил СРСР»
- медаль «30 років Радянській Армії та Флоту»
- медаль «40 років Збройних Сил СРСР»
- медаль «50 років Збройних Сил СРСР»
- медаль «60 років Збройних Сил СРСР»
- медаль «70 років Збройних Сил СРСР»
- медаль «За бездоганну службу»
- медаль «За Одру, Нису і Балтику»
- медаль «Перемоги і Свободи»
- почесний громадянин Бердичева
- почесний громадянин міста Болхова
- знак «Гвардія»
- 9 травня 2010 року на будинку, у якому проживав Всеволод Ривж, встановлено меморіальну дошку його честі